# Station Hantum
Hantum (Hnt) was een stopplaats aan de voormalige spoorlijn Leeuwarden - Anjum. De stopplaats van Hantum werd geopend op 2 oktober 1901 en gesloten op 1 december 1940. Het stationsgebouw uit 1901 werd in 1960 gesloopt.
Dit station is gebouwd naar het stationsontwerp met de naam Standaardtype NFLS, die voornamelijk werd gebruikt voor verschillende spoorwegstations in Friesland. Het station Hantum viel binnen het type NFLS halte 3e klasse.